# Ingalls Rink
David S. Ingalls Rink es una pista de hockey sobre hielo en New Haven (Estados Unidos). Fue diseñada por el arquitecto Eero Saarinen y construida entre 1953 y 1958 para la Universidad Yale. Se le conoce comúnmente como La Ballena, debido a su forma. El edificio costó 1,5 millones de dólares, que era el doble del cálculo estimado. Tiene capacidad para 3500 personas y tiene una altura máxima de techo de 23 m. La familia Ingallscontribuyó para la construcción del estadio y este lleva el nombre de dos de sus miembros: los capitanes de hockey David S. Ingalls y David S. Ingalls, Jr. El edificio fue incluido en la lista America's Favorite Architecture, creada en 2007 por el American Institute of Architects.

## Sistema estructural

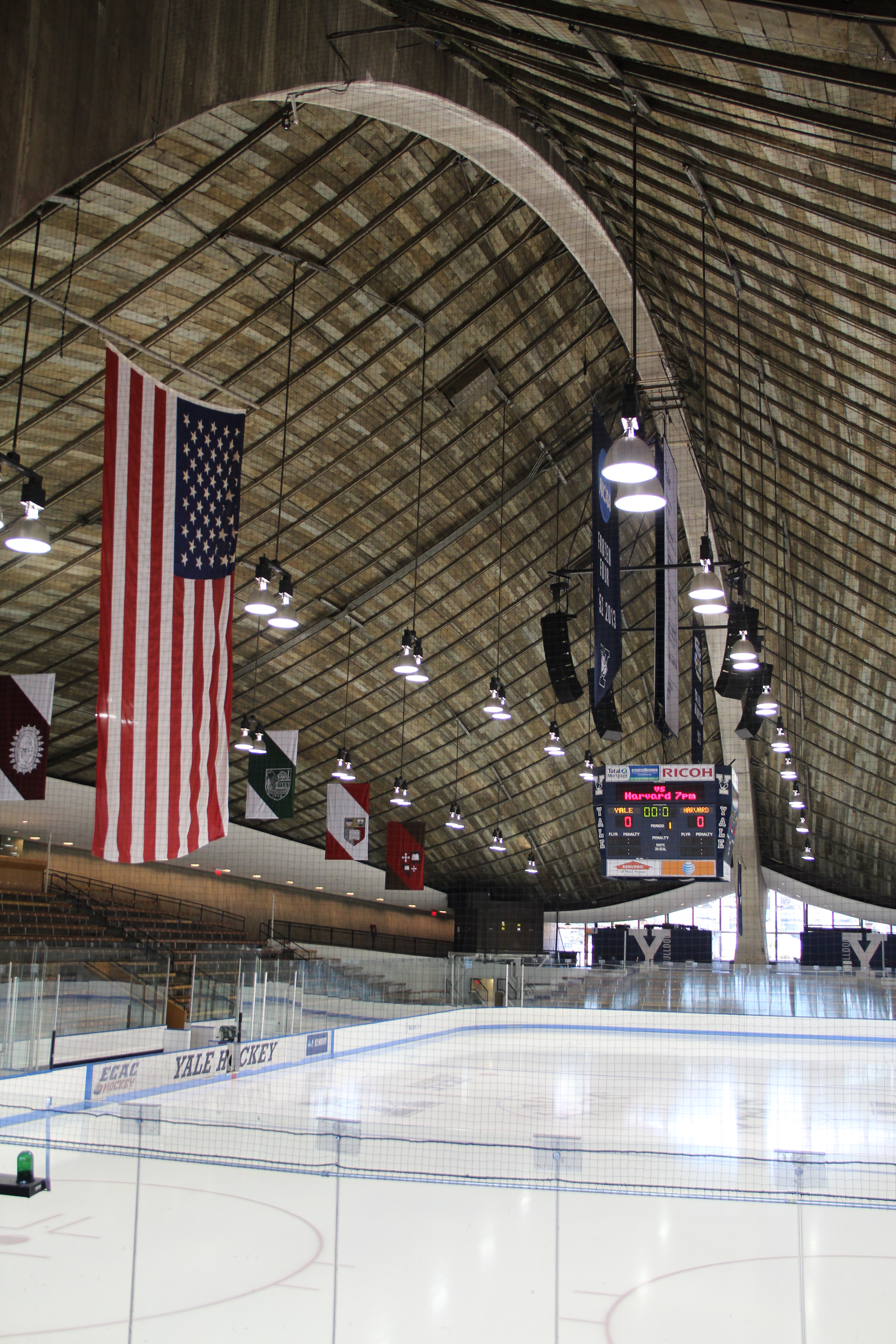
Un enorme arco de hormigón domina esta vista interior

La pista emplea un sistema estructural innovador que emplea un arco de hormigón armado de 90 metros, una forma con el famoso arco de catenaria que caracteriza a los proyectos de Saarinen. Desde el arco se tiende una red de cables que sostiene un techo de madera. Esto provoca una forma estable de doble curvatura. Los cables exteriores que conectan el arco directamente con los bordes exteriores del techo se agregaron durante el desarrollo del diseño estructural. Estos cables abordan las fuerzas causadas por cargas de viento asimétricas. Fred N. Severud fue el ingeniero estructural del proyecto. 

## Bomba
El 1 de mayo de 1970, varias bandas de rock estaban dando un concierto en Ingalls Rink como parte de las protestas en New Haven Green por los juicios de los Black Panther. Poco antes de la medianoche y hacia el final del concierto, dos bombas explotaron en el extremo norte del sótano de la pista. Las explosiones no causaron heridos, pero destrozaron las puertas de vidrio del edificio y causaron grietas en su arco. Nunca se identificó a ningún culpable, y tanto el presidente de Yale, Kingman Brewster, como el jefe de policía de New Haven, James Ahern, sostuvieron que los partisanos a favor o en contra de Panther podrían haber colocado los dispositivos.

## Renovaciones

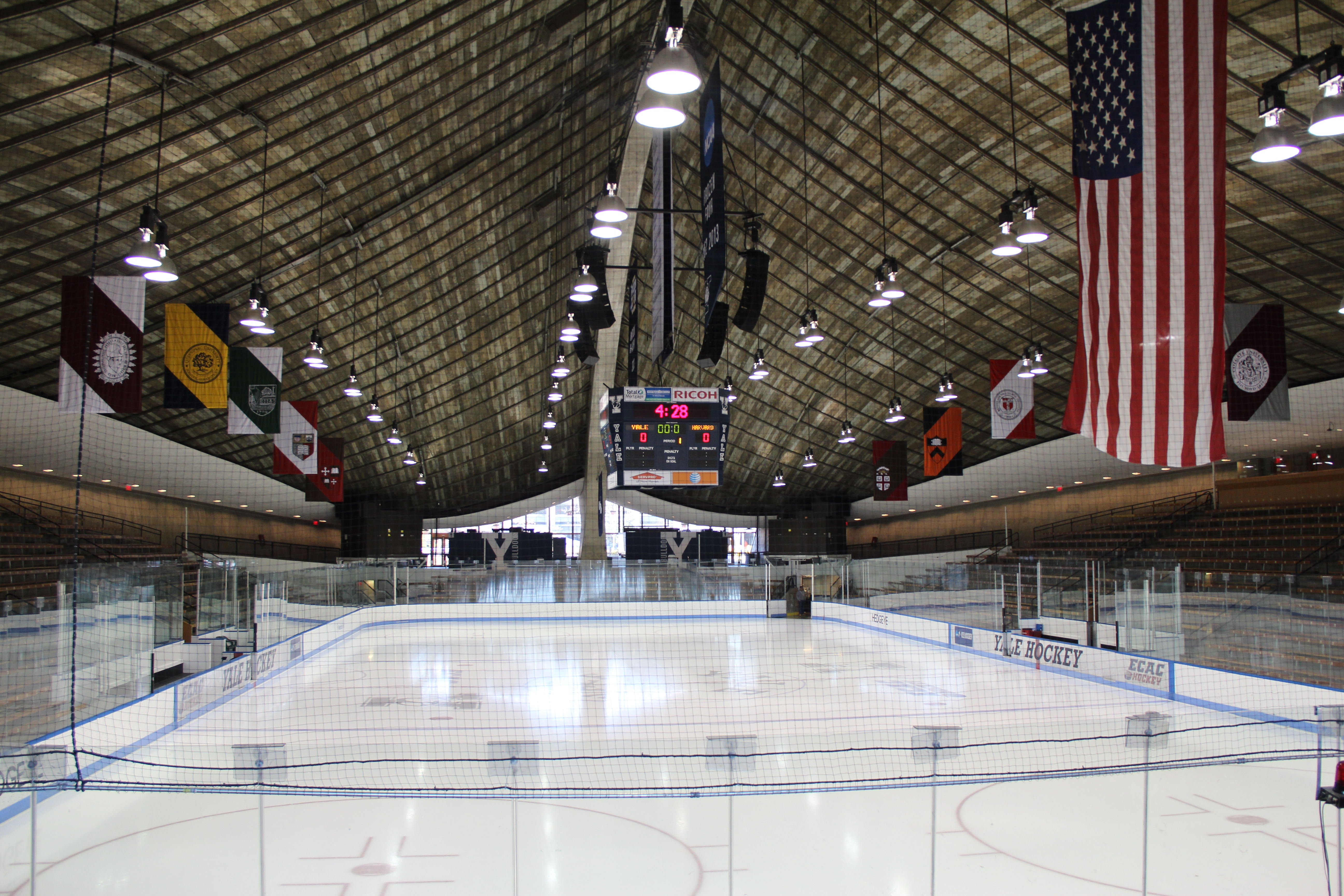
Pista interior con techo de madera

El edificio ha sido renovado por Kevin Roche y Roche-Dinkeloo, la firma que es una consecuencia directa de Eero Saarinen and Associates. En 1991, se agregó una nueva losa refrigerante de concreto a un costo de1.5 millones de dólares. 
En 2007, se anunció que la pista se sometió a una renovación de 23,5 millones de dólares que incluyó aproximadamente 1208 m² de espacio operativo universitario. El interior del nivel inferior se decoró con fotografías que muestran la historia del hockey de Yale. Estas renovaciones se completaron en 2009.